# Chyliczki Wschodnie
Chyliczki Wschodnie – zlikwidowany wąskotorowy kolejowy przystanek osobowy w Piasecznie, w województwie mazowieckim, w Polsce.
Przystanek nie został wybudowany w czasie powstania linii kolejowej łączącej Klarysew z Piasecznem we wrześniu 1896 roku. Został oddany do użytku na eksploatowanym odcinku w 1923 roku pod nazwą Chyliczki II. Nazwę sąsiedniego przystanku Chyliczki zmieniono wtedy na Chyliczki I. Po rozpoczęciu okupacji niemieckiej przystankowi nadano nazwę Chyliczki Wschodnie. W 1942 roku przystanek został zlikwidowany.